# ۵۸۰ (خورشیدی)
۵۸۰ پانصد و هشتادمین سال هجری خورشیدی است.